# NGC 3347
NGC 3347 este o galaxie spirală situată în constelația Mașina Pneumatică. A fost descoperită în 1 mai 1834 de către John Herschel. Se află la o distanță de 728,173 de parseci de Pământ.